# Achilles Heel
Achilles Heel (aus dem Englischen übersetzt Achillesferse) ist ein 915 m hoher und verschneiter Berg auf der Anvers-Insel im Palmer-Archipel. Er liegt zwischen Mount Helen und Mount Achilles in der Achaean Range.
Vermessungen des Berges führte der Falkland Islands Dependencies Survey im Jahr 1955 durch. Das UK Antarctic Place-Names Committee benannte ihn in Verbindung mit Mount Achilles nach dem griechischen Sagenheld Achilleus.